# Скелянський
Скеля́нський (рос. Скелянский) — хутір у Куйбишевському районі Ростовської області Росії. Входить до складу Куйбишевського сільського поселення.

## Географія
Географічні координати: 47°46' пн. ш. 38°54' сх. д. Часовий пояс — UTC+4.
Хутір Скелянський розташований на південному схилі Донецького кряжу. Відстань до районного центру, села Куйбишева, становить 4 км. Через хутір протікає річка Міус.

### Урбаноніми
- вулиці — Скелянська[2].

## Населення
За даними перепису населення 2010 року на території хутора проживало 2 особи. Частка чоловіків у населенні складала 50% або 1 особа, жінок — 50% або 1 особа.

## Пам'ятки
На території хутора знаходиться братська могила з 183 радянськими воїнами, які загинули під час Другої світової війни.